# Mount Fraser, Victoria
Mount Fraser är ett berg i Australien. Det ligger i regionen Mitchell och delstaten Victoria, omkring 39 kilometer norr om delstatshuvudstaden Melbourne. Toppen på Mount Fraser är 418 meter över havet, eller 110 meter över den omgivande terrängen. Bredden vid basen är 2,0 km.
Närmaste större samhälle är Craigieburn, omkring 16 kilometer söder om Mount Fraser. 
Trakten runt Mount Fraser består till största delen av jordbruksmark. Runt Mount Fraser är det ganska glesbefolkat, med 24 invånare per kvadratkilometer. Genomsnittlig årsnederbörd är 1 244 millimeter. Den regnigaste månaden är juli, med i genomsnitt 140 mm nederbörd, och den torraste är januari, med 49 mm nederbörd.